# مصطفى شاكير
مصطفى شاكير هو ممثل أمريكي ولد في 21 أغسطس 1976،قبل عمله كممثل كان يعمل كحلاق.